# ひだかトヨタ自動車販売
ひだかトヨタ自動車販売合同会社（ひだかトヨタじどうしゃはんばい、英称：HIDAKA TOYOTA LLC.）は、北海道日高郡新ひだか町に本社を置くトヨタ自動車の販売会社。

## 概要
トヨタ販売店5社が営業した日高管内は人口減少で新車販売も減少傾向で、販売店を統合して店舗を集約、効率化し、トヨタ4系列の全車種（センチュリー・bZ4Xは除く）を販売するため、ネッツトヨタ苫小牧、トヨタカローラ室蘭（現:トヨタカローラ苫小牧）、札幌トヨタ、札幌トヨペット（現:AGHトヨタ札幌）、ネッツトヨタ道都の5社は、2011年7月に全国初となる合同販売会社ひだかトヨタ自動車販売合同会社を設立した。
新ひだか町と浦河町で営業した8店舗（札幌トヨタ静内店&浦河店、札幌トヨペット静内店、トヨタカローラ室蘭静内店&浦河店、ネッツトヨタ苫小牧しずない店&うらかわ店、ネッツトヨタ道都静内店）を4店舗に統合して2011年10月1日に営業を開始した（その後、うらかわ堺町店がうらかわ築地店に統合されて現在は3店舗になっている）。ひだかトヨタが賃借して営業し、従業員は全て親会社から出向で車両は5社から仕入れる。閉鎖する店舗のうち1店舗はトヨタ系レンタカー会社に賃貸している。

## 店舗
- しずない西店 北海道日高郡新ひだか町静内末広町3丁目1-23
- しずない東店 北海道日高郡新ひだか町静内末広町2丁目1-27
- うらかわ店（旧うらかわ築地店） 北海道浦河郡浦河町築地3丁目4-8

### かつて存在した店舗
- うらかわ堺町店（2025年1月31日にうらかわ築地店（現うらかわ店）と店舗統合し閉店）